# John Fordham
John Fordham (mort le 19 novembre 1425) est un ecclésiastique anglais devenu évêque de Durham puis évêque d'Ely.

## Biographie
Fordham est nommé gardien du sceau privé du prince Richard de Bordeaux de 1376 à 1377 et devient la même année diacre de Wells avant d'être nommé Lord du sceau privé en juin 1377. Il garde le poste jusqu'en décembre 1381.
Fordham est nommé évêque de Durham le 9 septembre 1381 et est consacré le 5 janvier 1382. Il est transféré à la tête du diocèse d'Ely le 3 avril 1388.
Fordham devient brièvement Lord grand trésorier en 1386.
Il mourut le 19 novembre 1425.